# Väster-Bleksjön
Väster-Bleksjön är en sjö i Åsele kommun i Lappland och ingår i Lögdeälvens huvudavrinningsområde. Sjön har en area på 0,135 kvadratkilometer och ligger 419 meter över havet. Sjön avvattnas av vattendraget Långbäcken.

## Delavrinningsområde
Väster-Bleksjön ingår i det delavrinningsområde (714191-160780) som SMHI kallar för Utloppet av Väster-Bleksjön. Medelhöjden är 429 meter över havet och ytan är 0,87 kvadratkilometer. Det finns ett avrinningsområde uppströms, och räknas det in blir den ackumulerade arean 24,06 kvadratkilometer. Långbäcken som avvattnar avrinningsområdet har biflödesordning 2, vilket innebär att vattnet flödar genom totalt 2 vattendrag innan det når havet efter 151 kilometer. Avrinningsområdet består mestadels av skog (46 procent) och sankmarker (22 procent). Avrinningsområdet har 0,13 kvadratkilometer vattenytor vilket ger det en sjöprocent på 14,9 procent.